# Шатерников, Михаил Николаевич
Михаи́л Никола́евич Шате́рников (9 [21] октября 1870, Москва — 1 сентября 1939, Москва) — русский советский физиолог, заслуженный деятель науки РСФСР (1935). Ученик и ближайший соратник И. М. Сеченова.

## Биография
Родился 9 (21) октября 1870 года в Москве в семье потомственного почётного гражданина. Окончил 2-ю московскую гимназию и медицинский факультет Московского университета (1896, со званием лекаря с отличием). С 3-го курса работал в физиологической лаборатории под руководством И. М. Сеченова и Л. З. Мороховца. Был оставлен при университете сверхштатным ассистентом по кафедре физиологии.
По окончании университета стал изучать элементарный анализ органических соединений в лаборатории Н. Д. Зелинского и методы определения теплоты горения в лаборатории В. Ф. Лугинина. В апреле 1899 года защитил диссертацию на степень доктора медицины «Новый способ определения на человеке количества выдыхаемого воздуха и содержащегося в оном CO2». Летом того же года за свой счёт совершил поездку в Европу; работая в Лейпциге в лаборатории В. Оствальда, прошёл практический курс физической химии. После возвращения вместе с Сеченовым работал над созданием переносного дыхательного аппарата.
В период с января 1900 года по август 1902 года был в заграничной командировке. В Дрезденском политехникуме участвовал в практикуме по синтезу органических соединений; в Гиссене прошёл практикум по физике; в Берлине изучал технику вивисекции и исследовал анатомию нервных волокон, тормозящих деятельность сердца; во Фрейсбурге занимался сумеречным видением; в Мюнхене изучал влияние кровопотерь на общий обмен веществ и азотистое равновесие при белковом рационе.
В январе 1903 года стал приват-доцентом на кафедре физиологии медицинского факультета Московского университета; читал курс общего обмена веществ и энергии в животном организме. Также до 1905 года читал курс публичных лекций по анатомии и физиологии в качестве лектора городской Пушкинской аудитории. С 1904 года читал лекции для рабочих на Пречистенских курсах. Неоднократно выступал ассистентом на лекциях Сеченова.
В 1904—1924 годах был профессором Московских высших женских курсов (позднее — 2-го Московского университета). С 1908 года преподавал физиологию в Московском коммерческом институте, где был утверждён сверхштатным ординарным профессором в 1912 году. Кроме этого, с 1909 года преподавал в Народном университете им. А. Л. Шанявского.
С осени 1915 года работал в комиссии по установлению лучшего типа противогазов.
С мая 1917 года и до конца жизни профессор медицинского факультета Московского университета (позже 1-й Московский медицинский институт). Читал курсы «Физиология», «Физиологическая химия». Одновременно с 1920 года — организатор и первый директор Института физиологии питания.
Автор научных работ по нервно-мышечной физиологии, физиологии органов чувств, по вопросам обмена веществ и энергии питания. Разработал методику исследования газообмена при различных физиологических и патологических состояниях организма, сконструировал для этого, совместно с Сеченовым, несколько приборов: портативный респирационный аппарат, большой респирационный аппарат (камера Шатерникова). Руководил разработкой физиологических норм питания различных профессиональных и возрастных групп населения; способствовал зарождению и развитию отечественной витаминологии. Заслуженный деятель науки РСФСР (1935).
Похоронен на Новодевичье кладбище в Москве.

## Сочинения
- «Руководство к практическим занятиям по физиологии человека и животных» (соавт., 1924);
- «Иван Михайлович Сеченов» (1906)
- К методике исследования газообмена // «Журнал экспериментальной биологии и медицины». — 1925. — № 2;
- Исследование газообмена у человека в длительных опытах // «Журнал экспериментальной биологии и медицины». — 1927. — Т. 5. — № 15 (совместно с О. П. Молчановой);
- Азотистое равновесие и отложение белка в теле после голодания // «Русская клиника». — 1929. — Т. 12. — № 68;
- О белковой части пищевых рационов // «Вопросы питания». — 1932. — Т. 1.